# Узвик
Узвици (интерјекције) су поједини гласови или скупови гласова који се у језику употребљавају да означе лична осећања и расположења, односно стања. На пример: ах, јао, хај, а, о, ој.

## Значење
Узвицима се спонтано одговара на утиске из спољњег света. Некад се истим скупом гласова у различитим контекстима изражавају различита значења (ах може значити и слагање и негодовање). Као условни језички знаци, узвици су релативно слабо устаљени.
Упркос спонтаности у њиховом стварању, поједини узвици се временом устаљују и бивају прихваћени од већине чланова језичке заједнице као везани за одређена значења. Тако постоје устаљени узвици као што су: ух, ајој, јао (за изражавање страха, изненађења, бола); ајс, иш, шиц (за тјерање животиња)...

## Извођење (деривација) нових речи
Узвици могу служити као језички материјал за стварање правих речи, као што је случај са неким ономатопејама. На пример, од узвика фију изведен је глагол фијукати и именица фијук.